# 殷海光
殷福生（1919年12月5日—1969年9月16日），筆名殷海光，是出身湖北黄冈的自由主義哲學學者與評論家。他是引介自由主義入臺灣的重要先驅之一，也因在臺灣戒嚴時期持續批評蔣介石政府並遭其打壓而廣為人知。

## 生平

### 早年
1919年12月5日，殷福生出生於湖北省黄冈县（今属黃岡市团风县）回龍山鎮一傳教士家庭。
13歲時，他由伯父殷子衡（辛亥革命參與者）帶到武昌，入武昌中學就讀。當時，他的學業表現不甚理想，且個性桀驁不馴；伯父和父親因而強迫他離開學校，並使他成為食品店學徒。數個月後，他逃回家中並重返學校。
高中時，他開始迷戀於哲學。16歲時，他在《東方雜誌》發表文章。17歲時，他翻譯《邏輯基本》；該譯著字數達40萬字，當時由正中書局出版。
1938年，在金岳霖的影響與幫助下，他進入西南聯合大學哲學系就讀，
1942年，他在大學畢業後進入國立清華大學哲學研究所，專攻西方哲學。

### 職業生涯
1945年，他加入「中國青年軍」，從事於抗日戰爭；數月後，他因無法適應軍旅生活而前往重慶。日本投降後，他以筆名殷海光進入出版界。
1946年，他加入中國國民黨，並於該黨中央宣傳部任職，後獲聘為《中央日報》主筆，並在金陵大學擔任講師，講授「哲學與邏輯」課程。
1948年11月4日，他在《中央日報》上發表社論《趕快收拾人心》，激烈批評當時中國大陸地區之門閥貴族及中國國民黨有關國共內戰之政策。
1949年，他隨《中央日報》報社遷至臺灣，並繼續擔任該報主筆、代總主筆，同時兼任《民族報》總主筆。同年5月12日，他在《中央日報》上發表社論《設防的基礎在人心》，以強烈字眼批評隨蔣中正遷臺之軍政人員，因而招致輿論攻擊，並被迫離去在《中央日報》之全部職務。隨後，他在國立臺灣大學擔任講師，先後開設課程有：邏輯、邏輯經驗論、羅素哲學、理論語意學、科學的哲學、現代符號邏輯、歷史與科學等。同年11月，他開始參與於由胡適、雷震、傅斯年等創辦的《自由中國》雜誌，並任該雜誌之主要編輯。
1953年10月25日，他與夏君璐結婚。
1954年，他以訪問學者名義赴哈佛大學研究講學。
1955年，他返回臺灣，在國立臺灣大學繼續任教，也為《自由中國》及香港《祖國週刊》撰寫大量政治評論文章。當時，他堅持以思想寫作對抗有關當局之言論思想控制，以科學方法、個人主義、民主啟蒙精神為原則，對「黨化」教育、反攻大陸等時下議題作評論，成為臺灣當時之自由主義代表人物之一。
1956年3月，夏君璐產下一女兒；他們將她命名為殷文麗。
1960年，他在中國民主黨組黨運動過程提供理論分析，認為組黨符合當時時勢。同年，他被《中國季刊》推崇為臺灣自由主義思想之領袖。 當時，他與經濟學家夏道平同為《自由中國》的主要撰寫者，並因經常以直接的言語評論臺灣的政治問題，而引來中國國民黨政府的反制，其中又以社論〈大江東流擋不住〉為人所知。不久，雷震事件由此爆發，《自由中國》也隨之被有關當局查禁，他大多作品隨之在臺灣地區成為禁書。此後，他持續遭受來自中國國民黨政府之控制，也曾遭受來自其他學者與輿論之批評。
1964年，中國國民黨政府停止他在國家長期發展科學補助金之每月60美元補助；該筆補助是他生活重要經濟來源之一。接著，有關當局又查禁他交由文星書店出版之《中國文化的展望》，其版稅收入因而中斷。
1965年9月14日，他修正負責翻譯之《到奴役之路》自序時，寫道：
我近年來常常想，人生就過程來說，有些像一支蠟燭。這支蠟燭點過了以後，永遠不會再燃了。我從來不做秦始皇帝那種求長生不老的痴夢。那些藉語言和幻想編織一幅圖象來把自己躲藏在它裡面的人實在是軟弱的懦夫。世界上最剛強的人是敢於面對逆意的現實真相的人，以及身臨這樣的真相而猶懷抱理想希望的人。現在，我像冰山上一隻微細的蠟燭。這隻蠟燭在蒙古風裡搖曳明滅。我只希望這支蠟燭在尚未被蒙古風吹滅以前，有許多支蠟燭接著點燃。這許多支蠟燭比我更大更亮，他們的自由之光終於照過東方的大地。
1966年4月8日，他接受國立政治大學西潮學社邀請，於該校發表演講《人生的意義》；該場合為其最後一次公開演講，並一度面臨政治壓力而幾近取消。此後，該篇演講文稿被香港有關當局收錄於該地區之中學語文課本。 同年7月，受政治力量介入，國立臺灣大學不再繼續聘任他；同時，他受邀請於中華民國教育部擔任委員，但因「理念不符」而拒絕該職務。
1967年，哈佛大學邀請他至該校研究中國近代思想，但國民黨政府不允許他離國。
他身心狀態日漸惡化。1967年4月確診罹患胃癌，5月作切除手術，但仍堅持繼續閱讀與寫作。
1969年9月16日，殷海光因胃癌病逝於臺大醫院，終年49歲。

## 理論與主張
他的學術思想可大致分作三大主題：
1. 邏輯與科學哲學：他是將邏輯經驗論 （logical empiricism） 思想引入臺灣的重要學者之一。
2. 自由主義與政治哲學
3. 中國文化與思想評論

### 宗教思想
他在過世不久前受張尚德訪問；張尚德問他：「要做神的信仰者嗎？」，他答道：「是的。不過不是傳統的和一般意義的。我的神不是一個有具體對象的。而是愛、同情、人與自然的和諧，就像愛因斯坦所信仰的那樣」。

## 評論
- 林毓生：「殷海光先生是一位偉大的愛國者。他的愛國精神類屬『反思的愛國主義』。這種愛國精神與『本能的愛國主義』不同。它是溶合了共和主義成分的自由主義。它根據理性，嚴肅地思考國家的新生所應走、以及如何走的道路：應該與如何建立真正的憲政民主。」
- 李敖：「我的老師殷海光這個人道行不大夠，說的一口哲學，自己心裏的哲學恐怕是沒想通，他每天講到蔣介石就生氣呀，氣到胃痛，飯菜都沒辦法喫，最後生病得了胃癌，論文都証明壓力是胃癌很大的誘因，殷海光（生病）很有可能跟這種壓力與憤怒有關。不能征服你的敵人，就要比你的敵人晚死。蔣介石活了八十九歲，殷海光只活了四十九歲，真的很可憐啊。」[7]、「哲學家因憤恨而卒，就像神父得梅毒而死一樣荒謬」[8]。

## 著作節選

### 譯著
- 《逻辑基本》（正中书局1937年4月初版）（原作者为Chapman Henle）
- 《到奴役之路》（原作者為海耶克）
- 《西方之未來》（原作者為J. G. De Beus）

### 書籍
- 《中國文化的展望》
- 《政治與社會》
- 《光明前之黑暗》
- 《中國共產黨之觀察》
- 《共產黨國際概觀》
- 《怎樣研究蘇俄》
- 《邏輯新引》
- 《殷海光全集》（國立臺灣大學出版中心）
- 《中國文化的展望》
- 《殷海光、林毓生書信集》
- 《殷海光文集》

### 文章
| 出版年份   | 書名                                                     |
| ---------- | -------------------------------------------------------- |
| 1935-01-01 | 〈意志自由問題的檢討〉                                   |
| 1936-08-10 | 〈邏輯和邏輯學究竟是什麼〉                               |
| 1943-11-02 | 邏輯講話                                                 |
| 1945-05-01 | 中國共產黨的氣象學                                       |
| 1947-04-21 | 政治自由與武裝暴動                                       |
| 1947-04-21 | 政治自由與武裝暴動                                       |
| 1947-05-05 | 共產國際底世界政策                                       |
| 1947-06-08 | 內戰」問題底分析                                         |
| 1947-06-25 | 革命與暴動                                               |
| 1947-06-28 | 社論：民族意志底趨向                                     |
| 1947-06-28 | 中國民主運動底正確方向                                   |
| 1947-08-10 | 中國文化建設之路                                         |
| 1947-08-23 | 社論：共產黨會放下屠刀嗎?                                |
| 1947-09-18 | 社論:後方共黨份子底處理                                  |
| 1947-09-26 | 社論:知識青年底警覺                                      |
| 1947-10-07 | 社論:學生底立志                                          |
| 1947-10-10 | 中國現代政治思潮                                         |
| 1947-10-12 | 共產國際再度顯現                                         |
| 1947-10-22 | 社論:民族失敗主義底一例                                  |
| 1947-10-24 | 社論:中國政治底分野                                      |
| 1947-10-25 | 社論:一個既成事實底宣佈                                  |
| 1947-11-10 | 社論:從于子三案件說起                                    |
| 1947-11-19 | 社論:共黨「土地革命」底用意                              |
| 1947-11-21 | 社論:國大代表底選舉                                      |
| 1947-12-14 | 國家分裂主義__民族失敗主義者底方略                       |
| 1947-12-30 | 社論:愛護學校,愛惜自己!                                  |
| 1948-01-16 | 社論:人海作戰                                            |
| 1948-01-22 | 今日中國言論的病態                                       |
| 1948-01-24 | 社論:和平解決底最低立場                                  |
| 1948-01-25 | 論自由主義者及其任務                                     |
| 1948-03-09 | 社論:觀念動力與物質動力                                  |
| 1948-03-30 | 社論:國民大會底使命                                      |
| 1948-04-22 | 社論:自由主義的罪人                                      |
| 1948-05-26 | 社論:反迫害.反暴動.反賣國                                |
| 1948-05-31 | 社論:火速清除學生之敵                                    |
| 1948-06-18 | 社論:職業學生之職業                                      |
| 1948-06-22 | 社論:五四與今日                                          |
| 1948-06-24 | 社論:收回學校租界                                        |
| 1948-07-09 | 社論:論所謂「新政治協商會議」___共黨匪徒之兩面作法底透視 |
| 1948-07-20 | 社論:「學運」底作用                                      |
| 1948-08-18 | 社論:清除共匪間諜!                                       |
| 1948-09-22 | 我們走那條路?                                            |
| 1948-10-02 | 我對國共的看法                                           |
| 1948-10-07 | 社論:阿米巴會變質嗎?                                     |
| 1948-10-23 | 蘇俄會轉變她底目的嗎?                                    |
| 1948-10-27 | 與張申府論「呼籲和平」                                   |
| 1948-10-30 | 我們對當前軍事情勢的意見                                 |
| 1948-10-31 | 知識份子極需體認國家底危機                               |
| 1948-11-04 | 社論:趕快收拾人心                                        |
| 1948-11-07 | 社論:還在夢想求和嗎?                                     |
| 1948-11-24 | 社論:爭取人民擁護                                        |
| 1948-11-27 | 政治自由與思想自由                                       |
| 1948-12-19 | 論胡適南來                                               |
| 1948-12-26 | 書生之用                                                 |
| 1949-01-05 | 社論:和戰問題底正解                                      |
| 1949-01-21 | 社論:停止戰事，保持自由                                  |
| 1949-03-15 | 社論:備戰謀合呢?還是弭兵求和?                            |
| 1949-03-16 | 新中國出現的一天                                         |
| 1949-03-16 | 和平是什麼(傅儼著)編者按語                               |
| 1949-03-18 | 社論:媒和與革新                                          |
| 1949-03-22 | 社論:販賣和平者底真面目                                  |
| 1949-03-23 | 青年討論:關於中國之前途的討論編者按語                    |
| 1949-03-24 | 共黨統治與中國未來文化(林一新著)編者按語                 |
| 1949-03-25 | 共黨會怎樣幹?(許冠三著)編者按語                          |
| 1949-03-28 | 社論:歷史的啟示                                          |
| 1949-03-29 | 社論:談和與渡江__政治與軍事雙管齊下                      |
| 1949-03-30 | 李自成入北京                                             |
| 1949-03-30 | 邏輯對話 第一次:談思想底重要                             |
| 1949-03-30 | 青年怎樣讀書(鄭永岩著)編者按語                           |
| 1949-04-04 | 社論:運用美援與言論自由                                  |
| 1949-04-06 | 邏輯對話.第二次:談思想與邏輯                             |
| 1949-04-07 | 社論:在太陽下面談和                                      |
| 1949-04-10 | 革新問題                                                 |
| 1949-04-12 | 社論 :要和不要降!                                        |
| 1949-04-13 | 邏輯對話.第三次:談「去心中之賊」                         |
| 1949-04-13 | 青年信箱:討論「解放」和自由                              |
| 1949-04-14 | 社論:勉守江將士                                          |
| 1949-04-20 | 邏輯對話.第四次:所有的蘇州女人都是尼姑                   |
| 1949-04-20 | 青年信箱:他們不久會倒下去的                              |
| 1949-04-20 | 蘇聯新制度與民主主義(林一新著)編者按語                   |
| 1949-04-20 | 怎樣讀西歐近代史(鄭永岩著)編者按語                       |
| 1949-04-23 | 社論:奴主的分野                                          |
| 1949-04-27 | 邏輯對話.第五次:真假和對錯                               |
| 1949-04-28 | 社論:臺灣設防第一!                                       |
| 1949-04-29 | 社論:為保衛自由而奮鬥!                                   |
| 1949-05-04 | 社論:五四運動與科學民主                                  |
| 1949-05-04 | 邏輯對話.第六次 :「物以類聚」                            |
| 1949-05-04 | 五四運動三十年                                           |
| 1949-05-06 | 社論:臺灣設防底心裡基礎                                  |
| 1949-05-07 | 社論:外援與自救                                          |
| 1949-05-09 | 社論:臺灣設防與中國命運                                  |
| 1949-05-10 | 社論:為何而戰?為誰而戰?                                  |
| 1949-05-11 | 邏輯對話.第七次:「我在蓓蒂黛維絲之旁」                   |
| 1949-05-12 | 社論:設防底基礎在人心                                    |
| 1949-05-14 | 社論:自由主義的新教育                                    |
| 1949-05-14 | 社論:臺灣與東南戰爭                                      |
| 1949-05-15 | 社論:論「反共教育」                                      |
| 1949-05-18 | 邏輯對話.第八次:「淡水河裡有希特勒」                     |
| 1949-05-18 | 社論:支持上海之戰                                        |
| 1949-05-19 | 社論:認識當前戰爭之本質                                  |
| 1949-05-19 | 社論:建築思想的長城                                      |
| 1949-05-20 | 社論:祇有挺身而奮鬥了                                    |
| 1949-05-22 | 四因次的戰爭概念                                         |
| 1949-05-25 | 邏輯對話.第九次:「沒有男人是女人」                       |
| 1949-05-27 | 社論:對於反侵略大同盟的希望                              |
| 1949-05-28 | 社論:民主與寬容                                          |
| 1949-06-01 | 社論:扭轉錯誤 回到原路                                   |
| 1949-06-02 | 中國底前途                                               |
| 1949-06-08 | 邏輯對話.第十次:「有些窮小子不是人」                     |
| 1949-06-09 | 社論:對於閻院長的期望                                    |
| 1949-06-11 | 外傷與內潰                                               |
| 1949-06-12 | 讓新生力量起來救國                                       |
| 1949-06-16 | 中國底前途                                               |
| 1949-06-18 | 社論 :勝敗底關鍵何在?                                    |
| 1949-06-18 | 社論:關中之戰與全國形勢                                  |
| 1949-06-19 | 以光明對黑暗                                             |
| 1949-06-23 | 社論 :希望的曙光                                         |
| 1949-06-24 | 社論:敵後武力底建樹                                      |
| 1949-06-26 | 自由主義者與中國底未來                                   |
| 1949-06-29 | 邏輯對話.第十一次:三段式                                 |
| 1949-06-30 | 社論:展開自由中國運動!                                   |
| 1949-07-02 | 社論:正義與利害                                          |
| 1949-07-02 | 社論:選擇那條道路?                                       |
| 1949-07-09 | 社論:重振北伐精神                                        |
| 1949-07-10 | 教條主義與思想自由                                       |
| 1949-07-16 | 主義並非國教                                             |
| 1949-07-18 | 社論:團結， 奮鬥，救中國！                               |
| 1949-07-23 | 論國民黨底改造運動                                       |
| 1949-07-31 | 由分進而合擊                                             |
| 1949-08-08 | 危害人類的精神狀態                                       |
| 1949-08-13 | 馬歇爾底錯誤假設                                         |
| 1949-08-16 | 爭思想自由的歷史巨流                                     |
| 1949-10-10 | 昨天，今天，和明天                                       |
| 1949-11-07 | 救中國即所以救世界                                       |
| 1949-11-20 | 思想自由與自由思想                                       |
| 1949-12-01 | 堵住中國這個缺口                                         |

### 殷海光全集目錄
- 卷 1 《中國文化的展望》（上）
- 卷 2 《中國文化的展望》（下）
- 卷 3 《西方之未來》
- 卷 4 《到奴役之路》
- 卷 5 《光明前之黑暗》、《中國共產黨之觀察》
- 卷 6 《共產黨國際概觀》
- 卷 7 《怎樣研究蘇俄》
- 卷 8 《政治與社會》（上）
- 卷 9 《政治與社會》（中）
- 卷 10《政治與社會》（下）
- 卷 11《邏輯新引》
- 卷 12《學術與思想》（上）
- 卷 13《學術與思想》（中）
- 卷 14《學術與思想》（下）
- 卷 15《書評與書序》（上）
- 卷 16《書評與書序》（下）
- 卷 17《雜憶與隨筆》
- 卷 18《殷海光‧夏君璐書信錄》
- 卷 19《殷海光‧林毓生書信錄》
- 卷 20《殷海光書信錄》
- 卷 21《英文著述與譯作》
- 卷 22《殷海光全集‧補遺》

## 家庭
2013年11月30日，其妻夏君璐病逝於美國聖荷西，享壽85歲。獨生女殷文麗與夫婿李逸定居美國，育有外孫李皎、李惇、李恩播等。

## 相關學術研究舉隅
（預設為作者姓氏漢語拼音順序排列，點選標題可排序）
| 作者   | 年代 | 說明 |
| ------ | ---- | --- |
| 賀廣巍 | 1995 | 殷海光自由思想研究。國立政治大學社會學研究所碩士論文。 |
| 何卓恩 | 2004 | 殷海光與近代中國自由主義，上海：三聯書局。 |
| 簡明海 | 1996 | 救亡與啟蒙的困境：殷海光思想轉變之研究。東海大學歷史學系碩士論文。                                                                                                 |
| 田欣   | 1996 | 「外省人」自由主義者對「臺灣獨立」的態度：以雷震、殷海光及傅正為例，見張炎憲、陳美蓉、黎中光編，臺灣近百年史論文集，頁331-51。臺北：財團法人吳三連臺灣史料基金會。 |
| 翁志宗 | 2002 | 自由主義者與當代新儒家政治論述之比較：以殷海光、張佛泉、牟宗三、唐君毅、徐復觀的論述為核心。國立政治大學中山人文社會科學研究所博士論文。                           |
| 薛化元 | 1998 | 臺灣自由主義思想發展的歷史考察(1949-1960)：以《自由中國》的反對黨問題為中心，見殷海光基金會編，市民社會與民主的反思。臺北：桂冠。                                  |
| 張忠棟 | 1990 | 胡適‧雷震‧殷海光：自由主義人物畫像。臺北：自立晚報。 |
| 鄭安國 | 2006 | 人生的層次：殷海光最後的話語。臺北：中國時報。 |
| 鄭慧娟 | 1991 | 傳統的斷裂與延續：以徐復觀與殷海光關於中國傳統文化的論辯為例。國立臺灣大學三民主義研究所碩士論文。                                                                 |
| 黎汉基 | 2006 | 混沌中的探索——殷海光的思想困境 人民日報出版社 |
| 陳瑞麟 | 2003 | 台灣科學哲學的首航：殷海光的科學哲學。國立政治大學哲學學報 |

## 紀念
- 殷海光故居
- 南京大學「殷海光邏輯獎學金」（由劉福增捐款設立）

## 外部連結
- 財團法人紀念殷海光先生學術基金會 （页面存档备份，存于）
- 公共電視：臺灣百年人物誌 （页面存档备份，存于）
- 臺大出版中心殷海光全集 （页面存档备份，存于）
- The China Quarterly （页面存档备份，存于）
- 殷海光故居—文化部文化資產局 （页面存档备份，存于）